# Олександр Іванович Ходкевич
Олександр Іванович Ходкевич (близько 1475 — 28 травня 1549) — державний діяч Литовсько-Руської держави, меценат. Воєвода новогрудський (з 1544), конюший надвірний (з 1502), маршалок господарський (1506—1509, 1511—1547), син київського воєводи Івана Ходкевича та Агнешки Іванівни Більської. Зачинатель піднесення роду Ходкевичів.
Тримав Пунське (1506), Берестейське (1525) і Книшинське (1530) староства.

## Біографія
Походив із боярського роду Ходкевичів герба «Костеша», син Івана Ходкевича і Явнути (Агнешки) Бельської.
Через свою матір був другим кузеном братів Ягеллонів: великого князя Олександра, короля польського Яна Альбрехта, і великого князя Сигізмунда I Старого. Мав двох сестер: Аграфену і Якумілу.
Мав величезні земельні володіння у північно-східній частині Великого князівства Литовського з центром в Городку. У 1498 зі смоленським єпископом Йосифом Солтаном заснував православний монастир в Городку, але у 1502 році монахи виїхали в Сухий Холм. На цьому місці Олександр Ходкевич побудував у 1510–1511 роках Супрасльской монастир. Константинопольський патріарх Ієремія II Транас видав спеціальний едикт з дозволом на його заснування. Першою в монастирі була похована мати Олександра Ходкевича.
Після повстання Глинського був позбавлений посад і кинутий до в'язниці за підтримку повстання, але незабаром відпущений.
11 травня 1513 одружився з княжною Василісою з роду Ярославичів (гілка Московських Даниловичів). У шлюбі мав трьох синів, що започаткували три гілки роду Ходкевичів: Ієроніма, Григорія (обидва близько 1505 року, Вільнюс) і Юрія (1515, Тракай); також сина Івана, що помер молодим, доньки Софію (1517, Вільнюс), яка була одружена з підчашим Станіславом Кезгайлом, а потім за конюшим Ярошем Корицьким; та Олександру — одружену з Павлом Сапегою.
Після смерті похований разом з дружиною в Супрасльському монастирі.

## Родовід
|         |         |         |         |         |         |  |  |      |      |      |      |      |      |  |  |                             |                             |                             |                             |                             |                             |  |  |                              |                              |                              |                              |                              |                              |  |  |                              |                          |                          |                          |                          |                          |  |  |                           |                           |                           |                           |                           |                           |  |  | Ієронім                    |                            |                            |                            |                            |                            |
|         |         |         |         |         |         |  |  |      |      |      |      |      |      |  |  |                             |                             |                             |                             |                             |                             |  |  |                              |                              |                              |                              |                              |                              |  |  |                              |                          |                          |                          |                          |                          |  |  |                           |                           |                           |                           |                           |                           |  |  |                            |                            |                            |                            |                            |                            |
|         |         |         |         |         |         |  |  |      |      |      |      |      |      |  |  |                             |                             |                             |                             |                             |                             |  |  |                              |                              |                              |                              |                              |                              |  |  |                              |                          |                          |                          |                          |                          |  |  | Ян-Кароль Ходкевич        | Ян-Кароль Ходкевич        | Ян-Кароль Ходкевич        | Ян-Кароль Ходкевич        | Ян-Кароль Ходкевич        | Ян-Кароль Ходкевич        |  |  | Ганна Схоластика           | Ганна Схоластика           | Ганна Схоластика           | Ганна Схоластика           | Ганна Схоластика           | Ганна Схоластика           |
|         |         |         |         |         |         |  |  |      |      |      |      |      |      |  |  |                             |                             |                             |                             |                             |                             |  |  |                              |                              |                              |                              |                              |                              |  |  |                              |                          |                          |                          |                          |                          |  |  | Ян-Кароль Ходкевич        | Ян-Кароль Ходкевич        | Ян-Кароль Ходкевич        | Ян-Кароль Ходкевич        | Ян-Кароль Ходкевич        | Ян-Кароль Ходкевич        |  |  | Ганна Схоластика           | Ганна Схоластика           | Ганна Схоластика           | Ганна Схоластика           | Ганна Схоластика           | Ганна Схоластика           |
|         |         |         |         |         |         |  |  |      |      |      |      |      |      |  |  |                             |                             |                             |                             |                             |                             |  |  | Ієронім Ходкевич             | Ієронім Ходкевич             | Ієронім Ходкевич             | Ієронім Ходкевич             | Ієронім Ходкевич             | Ієронім Ходкевич             |  |  | Ян Ієронімович Ходкевич      | Ян Ієронімович Ходкевич  | Ян Ієронімович Ходкевич  | Ян Ієронімович Ходкевич  | Ян Ієронімович Ходкевич  | Ян Ієронімович Ходкевич  |  |  | Аляксандр Янович Ходкевич | Аляксандр Янович Ходкевич | Аляксандр Янович Ходкевич | Аляксандр Янович Ходкевич | Аляксандр Янович Ходкевич | Аляксандр Янович Ходкевич |  |  |                            |                            |                            |                            |                            |                            |
|         |         |         |         |         |         |  |  |      |      |      |      |      |      |  |  |                             |                             |                             |                             |                             |                             |  |  | Ієронім Ходкевич             | Ієронім Ходкевич             | Ієронім Ходкевич             | Ієронім Ходкевич             | Ієронім Ходкевич             | Ієронім Ходкевич             |  |  | Ян Ієронімович Ходкевич      | Ян Ієронімович Ходкевич  | Ян Ієронімович Ходкевич  | Ян Ієронімович Ходкевич  | Ян Ієронімович Ходкевич  | Ян Ієронімович Ходкевич  |  |  | Аляксандр Янович Ходкевич | Аляксандр Янович Ходкевич | Аляксандр Янович Ходкевич | Аляксандр Янович Ходкевич | Аляксандр Янович Ходкевич | Аляксандр Янович Ходкевич |  |  |                            |                            |                            |                            |                            |                            |
|         |         |         |         |         |         |  |  |      |      |      |      |      |      |  |  |                             |                             |                             |                             |                             |                             |  |  |                              |                              |                              |                              |                              |                              |  |  | Аляксандр Ригоравич Хадкевич |                          |                          |                          |                          |                          |  |  |                           |                           |                           |                           |                           |                           |  |  |                            |                            |                            |                            |                            |                            |
|         |         |         |         |         |         |  |  |      |      |      |      |      |      |  |  |                             |                             |                             |                             |                             |                             |  |  |                              |                              |                              |                              |                              |                              |  |  |                              |                          |                          |                          |                          |                          |  |  |                           |                           |                           |                           |                           |                           |  |  |                            |                            |                            |                            |                            |                            |
| Ходзька | Ходзька | Ходзька | Ходзька | Ходзька | Ходзька |  |  | Іван | Іван | Іван | Іван | Іван | Іван |  |  | Аляксандр Іванович Ходкевич | Аляксандр Іванович Ходкевич | Аляксандр Іванович Ходкевич | Аляксандр Іванович Ходкевич | Аляксандр Іванович Ходкевич | Аляксандр Іванович Ходкевич |  |  | Ригор Аляксандравич Ходкевич | Ригор Аляксандравич Ходкевич | Ригор Аляксандравич Ходкевич | Ригор Аляксандравич Ходкевич | Ригор Аляксандравич Ходкевич | Ригор Аляксандравич Ходкевич |  |  | Андрій                       | Андрій                   | Андрій                   | Андрій                   | Андрій                   | Андрій                   |  |  |                           |                           |                           |                           |                           |                           |  |  |                            |                            |                            |                            |                            |                            |
| Ходзька | Ходзька | Ходзька | Ходзька | Ходзька | Ходзька |  |  | Іван | Іван | Іван | Іван | Іван | Іван |  |  | Аляксандр Іванович Ходкевич | Аляксандр Іванович Ходкевич | Аляксандр Іванович Ходкевич | Аляксандр Іванович Ходкевич | Аляксандр Іванович Ходкевич | Аляксандр Іванович Ходкевич |  |  | Ригор Аляксандравич Ходкевич | Ригор Аляксандравич Ходкевич | Ригор Аляксандравич Ходкевич | Ригор Аляксандравич Ходкевич | Ригор Аляксандравич Ходкевич | Ригор Аляксандравич Ходкевич |  |  | Андрій                       | Андрій                   | Андрій                   | Андрій                   | Андрій                   | Андрій                   |  |  |                           |                           |                           |                           |                           |                           |  |  |                            |                            |                            |                            |                            |                            |
|         |         |         |         |         |         |  |  |      |      |      |      |      |      |  |  |                             |                             |                             |                             |                             |                             |  |  |                              |                              |                              |                              |                              |                              |  |  | Аляксандра                   |                          |                          |                          |                          |                          |  |  |                           |                           |                           |                           |                           |                           |  |  |                            |                            |                            |                            |                            |                            |
|         |         |         |         |         |         |  |  |      |      |      |      |      |      |  |  |                             |                             |                             |                             |                             |                             |  |  |                              |                              |                              |                              |                              |                              |  |  |                              |                          |                          |                          |                          |                          |  |  |                           |                           |                           |                           |                           |                           |  |  |                            |                            |                            |                            |                            |                            |
|         |         |         |         |         |         |  |  |      |      |      |      |      |      |  |  |                             |                             |                             |                             |                             |                             |  |  |                              |                              |                              |                              |                              |                              |  |  | Ганна                        |                          |                          |                          |                          |                          |  |  |                           |                           |                           |                           |                           |                           |  |  |                            |                            |                            |                            |                            |                            |
|         |         |         |         |         |         |  |  |      |      |      |      |      |      |  |  |                             |                             |                             |                             |                             |                             |  |  |                              |                              |                              |                              |                              |                              |  |  |                              |                          |                          |                          |                          |                          |  |  |                           |                           |                           |                           |                           |                           |  |  |                            |                            |                            |                            |                            |                            |
|         |         |         |         |         |         |  |  |      |      |      |      |      |      |  |  |                             |                             |                             |                             |                             |                             |  |  |                              |                              |                              |                              |                              |                              |  |  | Константин                   |                          |                          |                          |                          |                          |  |  |                           |                           |                           |                           |                           |                           |  |  |                            |                            |                            |                            |                            |                            |
|         |         |         |         |         |         |  |  |      |      |      |      |      |      |  |  |                             |                             |                             |                             |                             |                             |  |  |                              |                              |                              |                              |                              |                              |  |  |                              |                          |                          |                          |                          |                          |  |  |                           |                           |                           |                           |                           |                           |  |  |                            |                            |                            |                            |                            |                            |
|         |         |         |         |         |         |  |  |      |      |      |      |      |      |  |  |                             |                             |                             |                             |                             |                             |  |  |                              |                              |                              |                              |                              |                              |  |  | Софія                        |                          |                          |                          |                          |                          |  |  |                           |                           |                           |                           |                           |                           |  |  |                            |                            |                            |                            |                            |                            |
|         |         |         |         |         |         |  |  |      |      |      |      |      |      |  |  |                             |                             |                             |                             |                             |                             |  |  |                              |                              |                              |                              |                              |                              |  |  |                              |                          |                          |                          |                          |                          |  |  |                           |                           |                           |                           |                           |                           |  |  |                            |                            |                            |                            |                            |                            |
|         |         |         |         |         |         |  |  |      |      |      |      |      |      |  |  |                             |                             |                             |                             |                             |                             |  |  | Юрій Аляксандрович Ходкевич  | Юрій Аляксандрович Ходкевич  | Юрій Аляксандрович Ходкевич  | Юрій Аляксандрович Ходкевич  | Юрій Аляксандрович Ходкевич  | Юрій Аляксандрович Ходкевич  |  |  | Юрій Юр'євич Ходкевич        | Юрій Юр'євич Ходкевич    | Юрій Юр'євич Ходкевич    | Юрій Юр'євич Ходкевич    | Юрій Юр'євич Ходкевич    | Юрій Юр'євич Ходкевич    |  |  |                           |                           |                           |                           |                           |                           |  |  | Ян Казимір Ходкевич        | Ян Казимір Ходкевич        | Ян Казимір Ходкевич        | Ян Казимір Ходкевич        | Ян Казимір Ходкевич        | Ян Казимір Ходкевич        |
|         |         |         |         |         |         |  |  |      |      |      |      |      |      |  |  |                             |                             |                             |                             |                             |                             |  |  | Юрій Аляксандрович Ходкевич  | Юрій Аляксандрович Ходкевич  | Юрій Аляксандрович Ходкевич  | Юрій Аляксандрович Ходкевич  | Юрій Аляксандрович Ходкевич  | Юрій Аляксандрович Ходкевич  |  |  | Юрій Юр'євич Ходкевич        | Юрій Юр'євич Ходкевич    | Юрій Юр'євич Ходкевич    | Юрій Юр'євич Ходкевич    | Юрій Юр'євич Ходкевич    | Юрій Юр'євич Ходкевич    |  |  |                           |                           |                           |                           |                           |                           |  |  | Ян Казимір Ходкевич        | Ян Казимір Ходкевич        | Ян Казимір Ходкевич        | Ян Казимір Ходкевич        | Ян Казимір Ходкевич        | Ян Казимір Ходкевич        |
|         |         |         |         |         |         |  |  |      |      |      |      |      |      |  |  |                             |                             |                             |                             |                             |                             |  |  |                              |                              |                              |                              |                              |                              |  |  | Ієронім Юр'євич Ходкевич     | Ієронім Юр'євич Ходкевич | Ієронім Юр'євич Ходкевич | Ієронім Юр'євич Ходкевич | Ієронім Юр'євич Ходкевич | Ієронім Юр'євич Ходкевич |  |  | Криштоф Ходкевич          | Криштоф Ходкевич          | Криштоф Ходкевич          | Криштоф Ходкевич          | Криштоф Ходкевич          | Криштоф Ходкевич          |  |  | Аляксандр Криштоф Ходкевич | Аляксандр Криштоф Ходкевич | Аляксандр Криштоф Ходкевич | Аляксандр Криштоф Ходкевич | Аляксандр Криштоф Ходкевич | Аляксандр Криштоф Ходкевич |
|         |         |         |         |         |         |  |  |      |      |      |      |      |      |  |  |                             |                             |                             |                             |                             |                             |  |  |                              |                              |                              |                              |                              |                              |  |  | Ієронім Юр'євич Ходкевич     | Ієронім Юр'євич Ходкевич | Ієронім Юр'євич Ходкевич | Ієронім Юр'євич Ходкевич | Ієронім Юр'євич Ходкевич | Ієронім Юр'євич Ходкевич |  |  | Криштоф Ходкевич          | Криштоф Ходкевич          | Криштоф Ходкевич          | Криштоф Ходкевич          | Криштоф Ходкевич          | Криштоф Ходкевич          |  |  | Аляксандр Криштоф Ходкевич | Аляксандр Криштоф Ходкевич | Аляксандр Криштоф Ходкевич | Аляксандр Криштоф Ходкевич | Аляксандр Криштоф Ходкевич | Аляксандр Криштоф Ходкевич |
|         |         |         |         |         |         |  |  |      |      |      |      |      |      |  |  |                             |                             |                             |                             |                             |                             |  |  |                              |                              |                              |                              |                              |                              |  |  | Гальшка                      | Гальшка                  | Гальшка                  | Гальшка                  | Гальшка                  | Гальшка                  |  |  |                           |                           |                           |                           |                           |                           |  |  | Ієронім ароль Ходкевич     | Ієронім ароль Ходкевич     | Ієронім ароль Ходкевич     | Ієронім ароль Ходкевич     | Ієронім ароль Ходкевич     | Ієронім ароль Ходкевич     |
|         |         |         |         |         |         |  |  |      |      |      |      |      |      |  |  |                             |                             |                             |                             |                             |                             |  |  |                              |                              |                              |                              |                              |                              |  |  | Гальшка                      | Гальшка                  | Гальшка                  | Гальшка                  | Гальшка                  | Гальшка                  |  |  |                           |                           |                           |                           |                           |                           |  |  | Ієронім ароль Ходкевич     | Ієронім ароль Ходкевич     | Ієронім ароль Ходкевич     | Ієронім ароль Ходкевич     | Ієронім ароль Ходкевич     | Ієронім ароль Ходкевич     |